# Justin Lockey
Justin Lockey (ur. 1980 w Doncaster) – brytyjski gitarzysta, producent muzyczny, reżyser, scenarzysta, kompozytor, tekściarz i fotograf, od 2012 roku członek zespołu rockowego Editors.    

## Kariera muzyczna

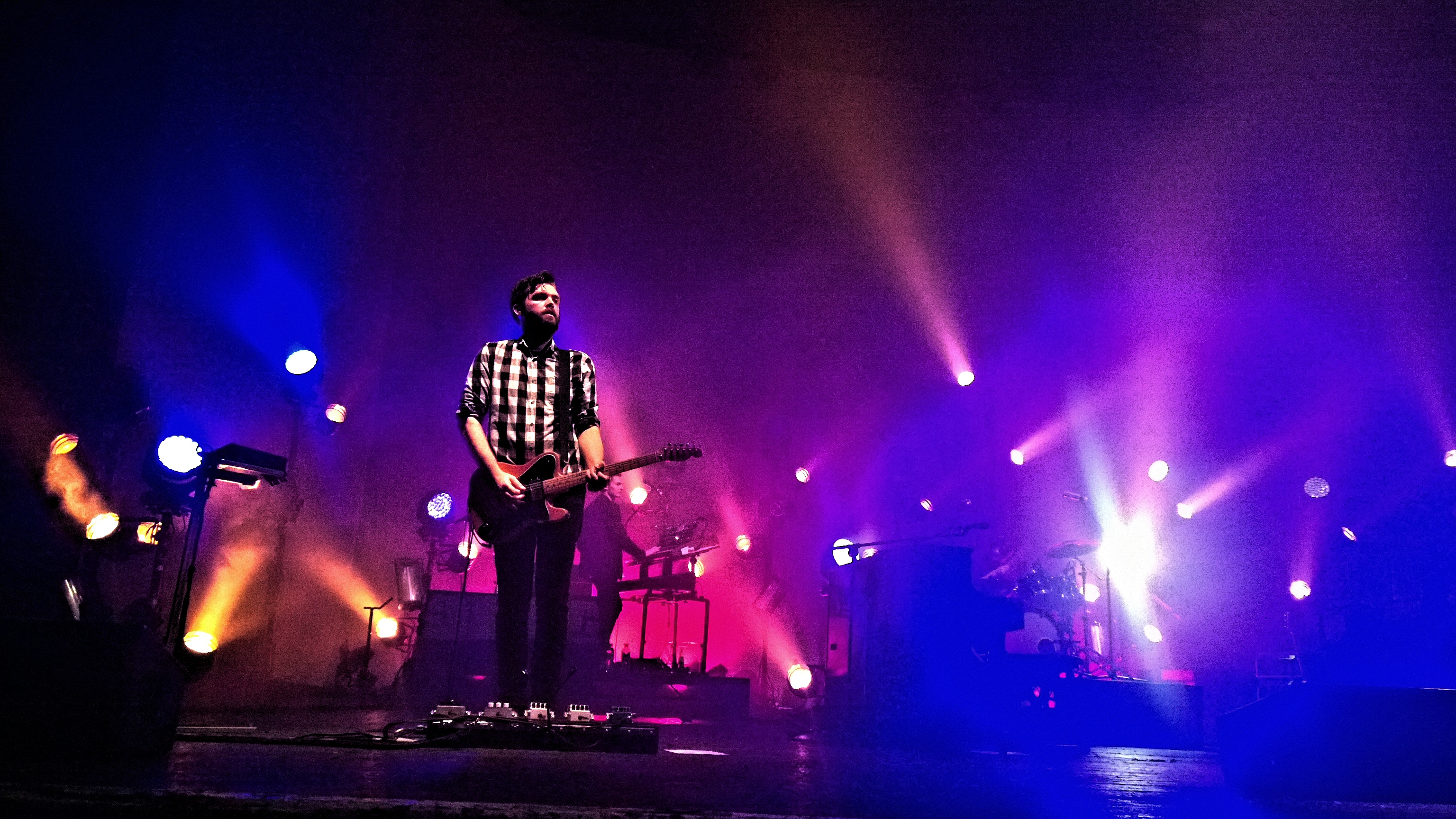
Justin Lockey na koncercie Editors w londyńskim Brixton Academy (2013)

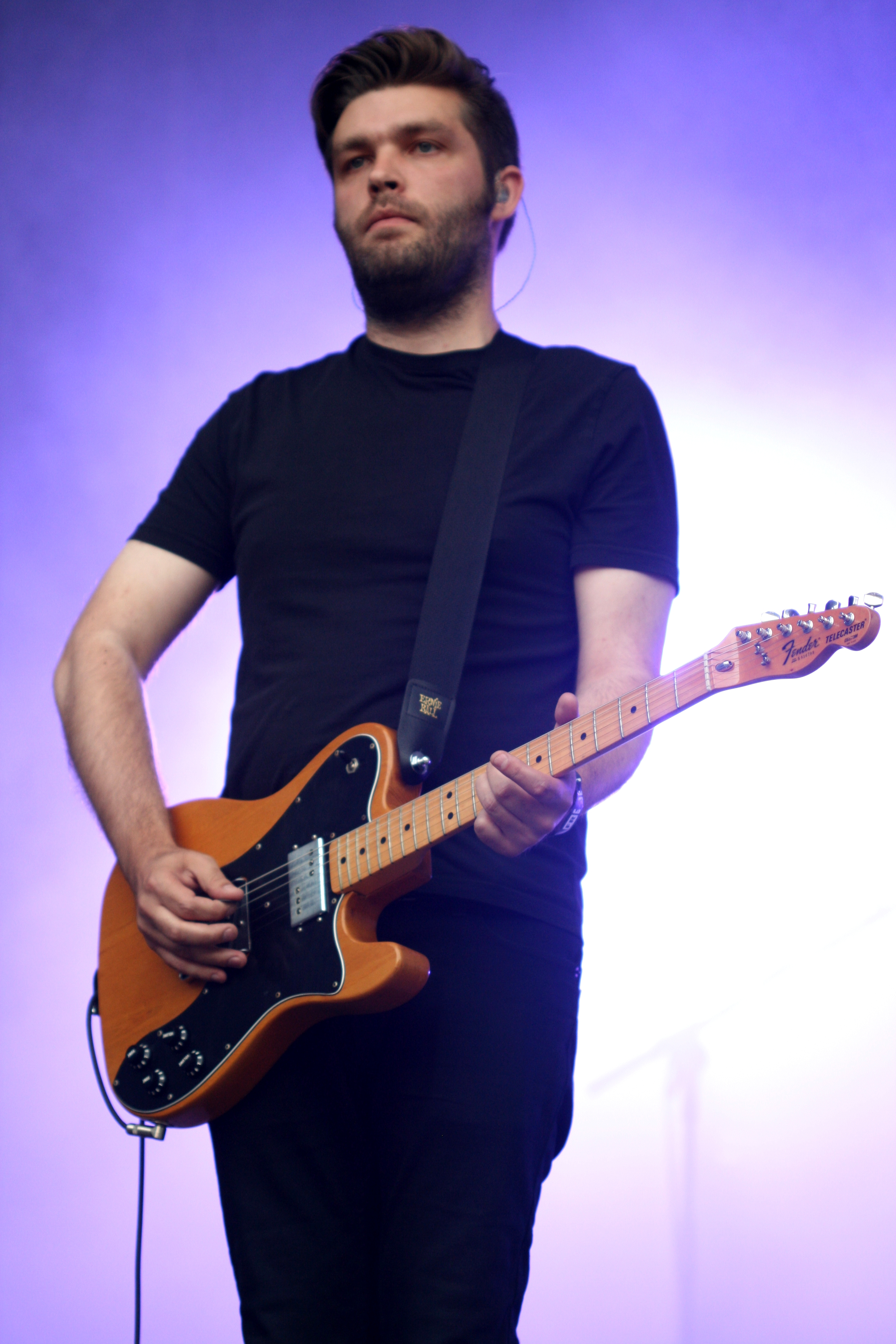
Justin Lockey na koncercie Editors podczas festiwalu Taubertal 2013

Gdy był nastolatkiem, duży wpływ na jego dalszą działalność muzyczną wywarły zespoły Pixies i Nirvana, a w kolejnych latach m.in. Steve Reich, Phillip Glass, Claude Debussy i Björk. Dużo słuchał także muzyki klasycznej.
Został członkiem powstałego w 2002 roku zespołu rockowego Yourcodenameis:milo z Newcastle upon Type, a jego członkowie poznali się, gdy Lockey pracował dla Związku Studentów Uniwersytetu Northumbria. Wydał wraz z zespołem minialbum All Roads to Fault, który miał swoją premierę jesienią 2004 roku w Stanach Zjednoczonych. Został on nagrany w Chicago ze Stevem Albinim. Z Yourcodenameis:milo wydał jeszcze trzy albumy studyjne: w 2005 roku Ignoto, rok później Print Is Dead Vol 1, a w kolejnym roku They Came from the Sun. 
10 grudnia 2007 roku jako członek grupy indie ambient The British Expeditionary Force wydał album Chapter One: A Long Way From Home, a 26 marca 2012 roku Chapter Two: Konstellation Neu. Nagrywał muzykę i wysyłał ją do Aida Burrowsa, który pisał i nagrywał teksty, które następnie odsyłał do Lockeya celem ostatecznej produkcji. Duet ten nigdy się nie spotkał podczas całej produkcji ich debiutanckiego albumu.
W tym samym czasie często pełnił funkcję producenta wczesnych wydawnictw w wytwórni Erased Tapes Records, produkując debiutancki album zespołu Codes In The Clouds Paper Canyon wydany w 2009 roku, a także utwór „Fok” z albumu Ólafura Arnaldsa Variations of Static opublikowanego w 2008 roku.
Został członkiem zespołu White Belt Yellow Tag. Grupa ta podpisała kontrakt z wytwórnią Distiller i wydała jeden album Methods nagrany w South Yorkshire w 2009 roku. Zapraszając Toma Bellamy'ego z Cooper Temple Clause na perkusję, zespół odbył trasę koncertową. Duet ten, choć istniał krótko, wydał jeszcze kilka EP-ek.
W 2012 roku wraz z Elliottem Williamsem został członkiem zespołu rockowego Editors, krótko po odejściu z grupy gitarzysty Chrisa Urbanowicza. Jako członek zespołu zadebiutował on na belgijskim festiwalu Rock Werchter. Do zespołu trafił za pośrednictwem producenta Flooda, z którym współpracował z jego poprzednim zespołem. Na początku Lockey miał zagrać z zespołem tylko kilka koncertów, a ostatecznie został jego pełnoprawnym członkiem jako gitarzysta prowadzący i producent muzyczny. Z zespołem wydał kolejne albumy studyjne: w 2013 roku The Weight of Your Love, dwa lata później In Dream, w 2018 roku Violence, a w 2022 roku EBM.
Wraz z bratem Jamesem Lockeyem, Rachel Goswell ze Slowdive i Stuartem Braithwaitem z Mogwai w 2015 roku utworzył supergrupę rocka alternatywnego Minor Victories, która opracowała piosenki oparte na ich wspólnym dziedzictwie muzycznym. Album grupy o tym samym tytule miał swoją premierę 3 czerwca 2016 roku nakładem PIAS, a w kolejnym roku wydany został album Orchestral Variations, będący zbiorem instrumentalnych wersji piosenek Minor Victories.
23 listopada 2017 roku założył wytwórnię muzyczną Physical Education Recordings, która w kolejnych latach wydała albumy zespołów, których był on członkiem, a także innych grup muzycznych. Są to m.in. Lights on Moscow, Mastersystem, October Drift i Cagework. Studio nagraniowe powstało w Scarborough w hrabstwie North Yorkshire.
W 2018 roku w ramach rockowej grupy Mastersystem wydał album Dance Music, który miał swoją premierę 6 kwietnia. Zespół ten powstał w wyniku przyjaźni i współpracy dwóch braci: Justina i Jamesa Lockeya oraz Scotta i Granta Hutchisonów z Frightened Rabbit. W tym samym roku, 19 października w duecie Lights On Moscow, który tworzył z Hazel Wilde z zespołu Lanterns On The Lake, wydał minialbum Aorta Songs – Part 1.
W 2023 roku reaktywowano grupę Yourcodenameis:milo, w której Lockey występował jako gitarzysta. Zespół dał dwa kameralne koncerty w The Cluny w Newcastle upon Tyne, a w sierpniu tego samego roku na festiwalu ArcTanGent w Bristolu.
Komponuje także muzykę do seriali telewizyjnych.

## Pozostała działalność
Lockey prócz działalności muzycznej jest także scenarzystą i reżyserem. Ze swoim bratem Jamesem Lockeyem założył duet filmowy Hand Held Cine Club, a od czasu jego założenia pisali, reżyserowali, produkowali i montowali teledyski oraz filmy krótkometrażowe dla Mogwai, Frightened Rabbit, The Staves, The Twilight Sad, Maps & Atlases, Editors, Band of Skulls i innych grup muzycznych. Hand Held Cine Club stał również za filmem dokumentalnym Tiny Changes, opowiadającym o powstawaniu albumu zespołu Frightened Rabbit z coverami Tiny Changes: A Celebration of Frightened Rabbit's The Midnight Organ Fight, poświęconego pamięci Scotta Hutchisona.
Zajmuje się także fotografią. Od 12 lipca do 24 sierpnia 2024 roku miał swoją pierwszą wystawę fotograficzną pn. A Passenger, która była prezentowana w Deuss Gallery w Antwerpii.
Zaangażował się wraz fundacją Mind w ruch na temat zwiększenia świadomości zdrowia psychicznego muzyków, otwarcie mówiąc o swoich zmaganiach z lękiem. Z tego też powodu opuścił letnią trasę koncertową Editors w 2022 roku.

## Dyskografia

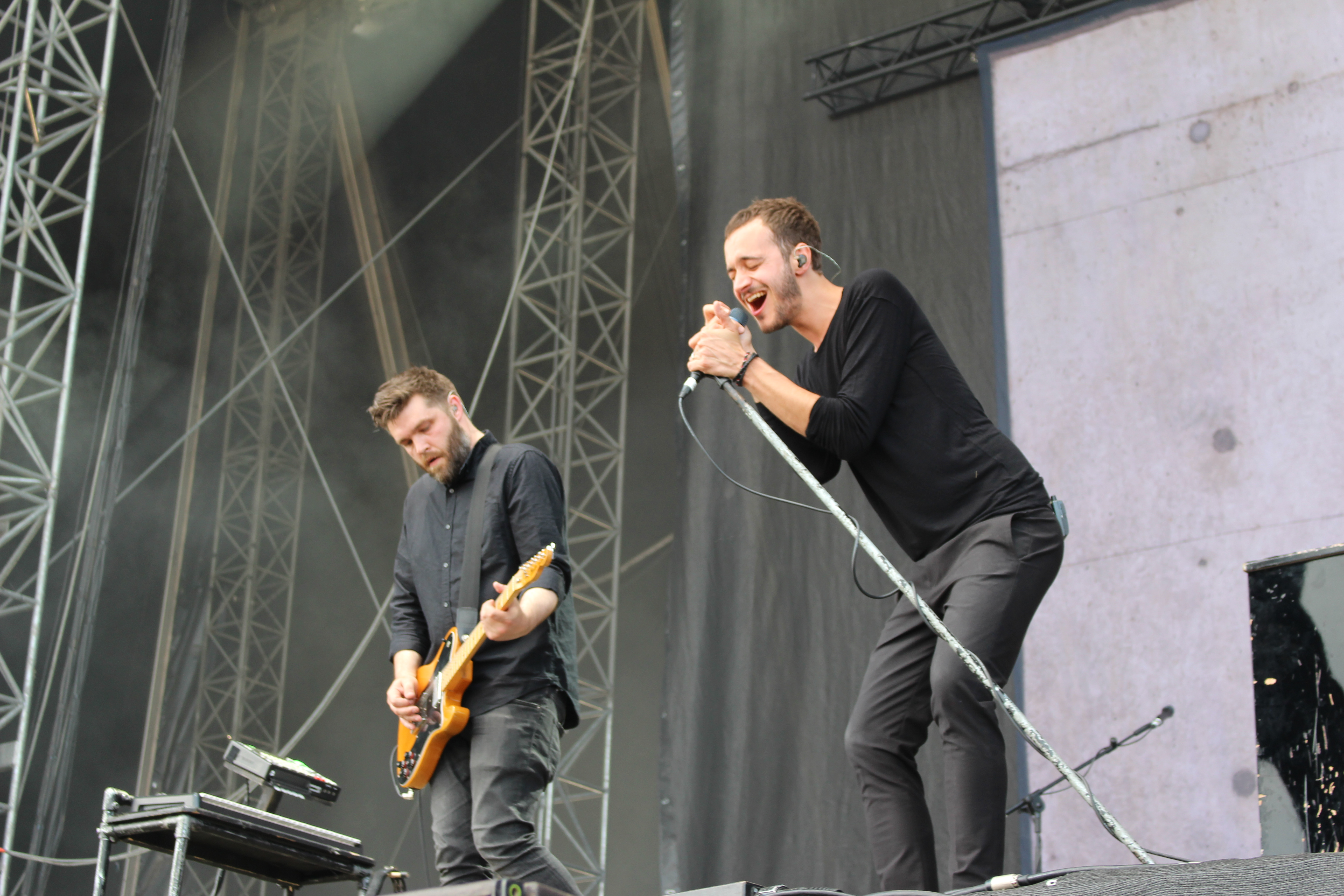
Lustin Lockey i Tom Smith na koncercie Editors w trakcie festiwalu Novarock 2016

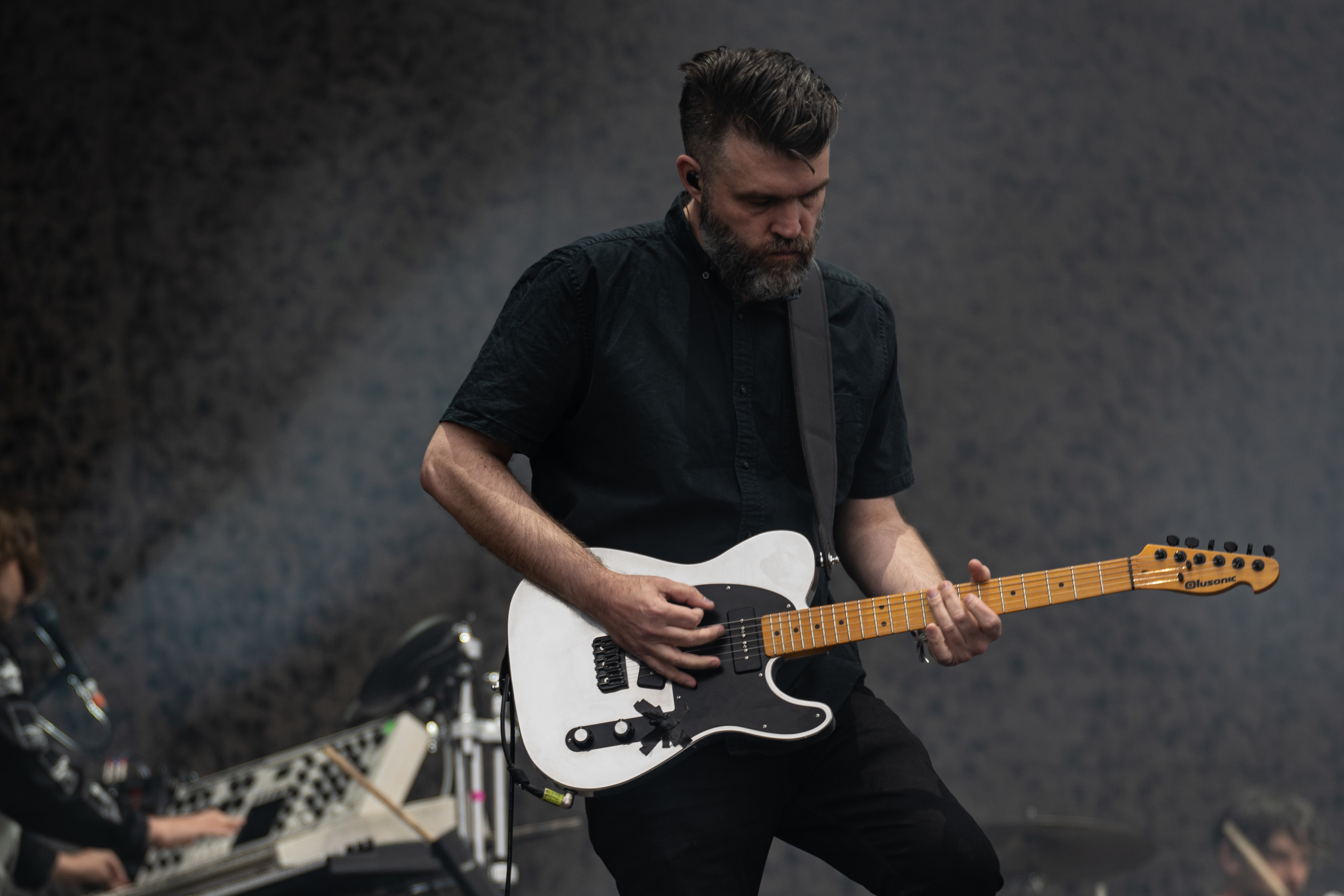
Justin Lockey z zespołem Editors na Southside Festival 2024

### Yourcodenameis:milo
- All Roads to Fault(inne języki) (2004)[36]
- Ignoto(inne języki) (2005)[37]
- Print Is Dead Vol 1(inne języki) (2006)[38]
- They Came from the Sun(inne języki) (2007)[39]

### The British Expeditionary Force
- Chapter One: A Long Way From Home (2007)[12]
- Chapter Two: Konstellation Neu (2012)[13]

### White Belt Yellow Tag
- Methods (2010)[40][41]

### Editors
- The Weight of Your Love (2013)[42]
- In Dream (2015)[43]
- Violence(inne języki) (2018)[44]
- EBM(inne języki) (2022)[45]

### Minor Victories
- Minor Victories(inne języki) (2016)[46]
- Minor Victories – Orchestral Variations (2017)[47]

### Mastersystem
- Dance Music (2018)[27]

### Lights On Moscow
- Aorta Songs – Part 1 (2018)[48]